# AMC Hornet
La Hornet è un'autovettura compact prodotta dalla AMC dal 1969 al 1977. In Australia è stata commercializzata come Rambler Hornet.

## Storia
La Hornet sostituì la Rambler American, che fu l'ultimo modello AMC a portare il nome "Rambler". La Hornet è stata assemblata a Kenosha (Wisconsin), a Brampton (Ontario), a Città del Messico, a Melbourne ed a Durban. In Messico, Australia ed in Sudafrica la vettura venne prodotta su licenza, rispettivamente, dalla Vehículos Automotores Mexicanos, dalla Australian Motor Industries e dalla Toyota.
La Hornet fu un modello importante per la AMC e servì come base per la Gremlin, la Concord, la Spirit e la Eagle. Il pianale su cui era basato il modello fu poi utilizzato dalla compagnia fino al 1988.

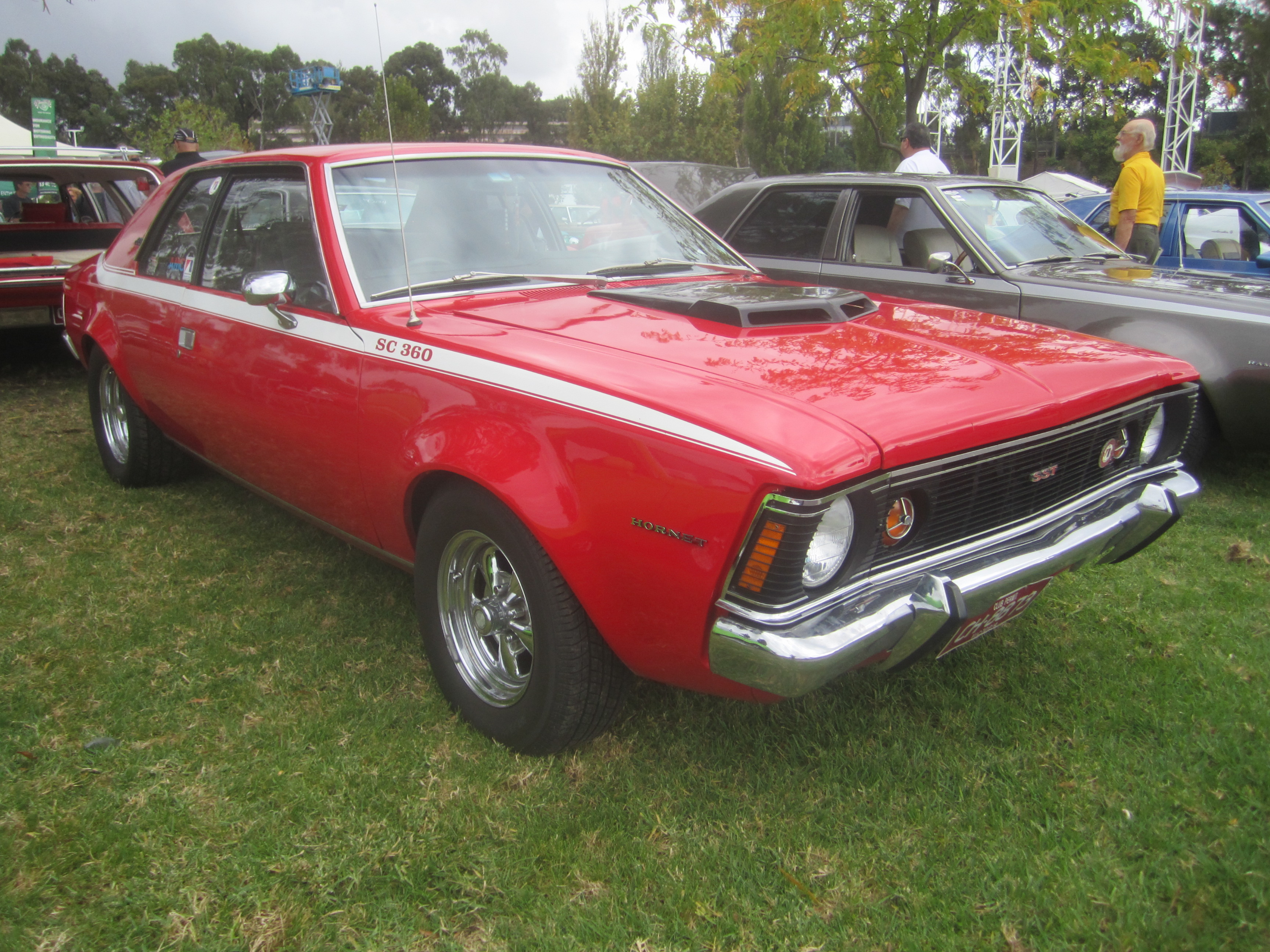
La AMC Hornet SC/360

L'offerta dei motori comprendeva dei sei cilindri in linea aventi una cilindrata da 3,3 L, 3,8 L, 4,1 L, 4,2 L e 4,6 L (i propulsori da 4,1 L e 4,6 L erano offerti però solo in Messico) e due V8 che avevano invece una cubatura, rispettivamente, di 5 L e 5,9 L. Il motore era montato anteriormente, mentre la trazione era posteriore. L'offerta dei cambi comprendeva una trasmissione automatica a tre rapporti oppure un cambio manuale a tre o quattro marce. Il modello era offerto in versione coupé due porte, hatchback tre porte, berlina due o quattro porte e familiare quattro porte.
Agli inizi degli anni '70, quando le nuove norme anti-inquinamento entrarono in vigore negli Stati Uniti, l'AMC decise di lanciare una versione ad alte prestazioni della Hornet, denominata SC/360. Montava un propulsore 360 V8 da 285 cv derivato dalla Javelin AMX gestito da un cambio manuale a tre velocità. All'esterno la vettura era riconoscibile dalle decalcomanie sportive e dai cerchi in acciaio innestati in pneumatici Polyglas D70x14s.